# Korythos (zoon van Paris)
Korythos was een zoon van Paris bij zijn eerste gade, de nimf Oinone.
Zijn moeder zond hun opgegroeide zoon tot Helena om de na-ijver van Paris op te wekken. Toen deze een schone jongeling bij Helena aantrof, verstootte hij haar niet, maar doodde zonder het te beseffen zijn eigen zoon.